# Stiftelsen Sverige och Kristen Tro
Stiftelsen Sverige och Kristen Tro, SSKT, grundades 1916 i Stockholm. Bland grundarna märks biskoparna Gottfrid Billing, J.A. Eklund och Ernst Lönegren, rektor Manfred Björkquist samt brukspatron Ernst A. Kjellberg. Den senare var den egentliga idégivaren och finansiären.
Sekelskiftet karaktäriseras som en period av omprövning såväl kyrkligt som politiskt. Den gamla kyrkligheten ansågs förstelnad och den frikyrkliga väckelsen hade mist sitt första glöd. Samtidigt kände sig kyrkan hotad av arbetarrörelsen.
De kommande decennierna visar prov på en initiativrikedom som fick betydelse för hela kyrkans framtid. Nu tillkom Ungkyrkorörelsen, Diakonistyrelsen och dess bokförlag, Vår Lösen, ungdomskurser och stiftsmöten, Sigtunastiftelsen och Kyrkobrödrarörelsen. Förutom de ovan nämnda fanns Nathan Söderblom, Einar Billing, John Melander och Axel Lutteman i Stiftelsens verksamhet.
Kyrka och frikyrka hade koncentrerat sin förkunnelse på en intern och ofta individuell religionsutövning. 1910-talets kyrkliga rörelser inriktade sig på andra livsområden.
Viktiga frågor blev kristendomens betydelse för nationen, kulturen och de sociala konsekvenserna av detta. Kristi evangelium gällde hela nationen: "Syndernas förlåtelse till Sveriges folk"! Detta måste få konsekvenser för rättvisefrågan i religion och politik. "Icke mot sanningen utan för sanningen förmå vi något", citerade man från Den Heliga Skrift.
Studentkorstågen drog fram över Sverige. På Folkets Hus och i arbetarkretsar diskuterades livligt kristendom och kyrka. Stiftelsen för Sverige och Kristen Tro ville bidra till diskussionen genom saklig information och dialog och anordnade därför stora föredragsserier och diskussionsaftnar i storstäderna och på industriorterna.
Fritänkardiskussioner var populära tillställningar som intresserade mycket folk över hela landet. De personer som var engagerade i Stiftelsen mötte kritiken mot kristendomen med saklighet och kunnighet.
Vid sidan av Stiftelsens verksamhet på riksplanet hade Ernst A. Kjellberg velat att Stiftelsen skulle finansiera föredragsverksamhet i form av en prästtjänst inom varje stift. Detta löstes genom att kyrkan själv så småningom inrättade stiftsadjunkter. En annan betydelsefull verksamhet var anordnandet av studiecirklar som sedan resulterade i Sveriges Kyrkliga Studieförbund.
Ernst A. Kjellberg ivrade också för kyrkosången. Han ville uppleva ett "sjungande Herrens folk". Nya häften utgavs som användes vid möten och konferenser. Stiftelsen stödde kyrkosångsmöten och kyrkosångs- rörelsen fick ett uppsving, som resulterade i den nya koralboken (1937).
Efter biskop Björkquist har som ordförande och ledare för Stiftelsen varit biskop Sven Silén och professor Åke Andrén. För närvarande är professor Sven-Erik Brodd ordförande.